# پالوهینه
پالوهِیْنَه (به فنلاندی: Paloheinä) یک منطقهٔ مسکونی در فنلاند است که در هلسینکی واقع شده‌است. پالوهینه ۱٫۷۲ کیلومتر مربع مساحت و ۶٬۰۳۵ نفر جمعیت دارد.